# Ligne continentale de partage des eaux

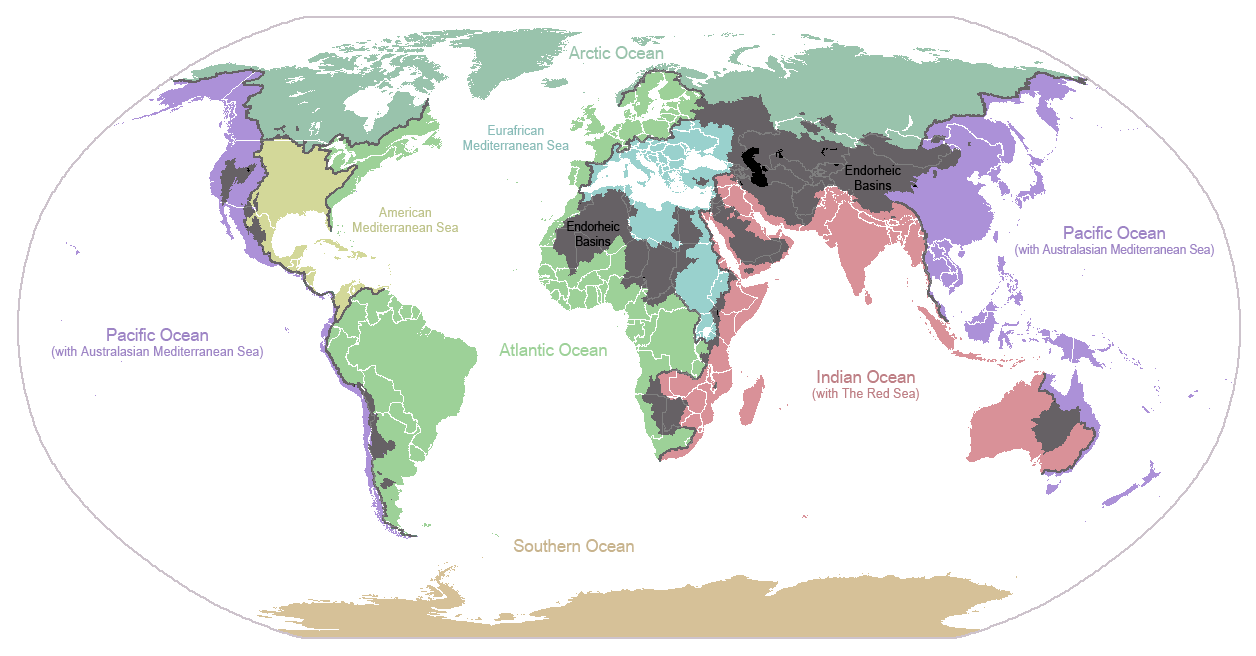
Principales lignes continentales de partage des eaux dans le monde

La ligne continentale de partage des eaux (en anglais : Continental Divide ou Great Divide) est la ligne de partage des eaux délimitant un continent entre ses divers bassins fluviaux qui s'écoulent dans des océans différents.
Par exemple, le Chili se situe en majeure partie entre l'Océan pacifique et la ligne continentale de partage des eaux d'Amérique du Sud